# Радомка (гміна Реґімін)
Радомка (пол. Radomka) — село в Польщі, у гміні Реґімін Цехановського повіту Мазовецького воєводства.
Населення — 151 особа (2011).
У 1975-1998 роках село належало до Цехановського воєводства.

## Демографія
Демографічна структура станом на 31 березня 2011 року:
|          | Загалом | Допрацездатний вік | Працездатний вік | Постпрацездатний вік |
| -------- | ------- | ------------------ | ---------------- | -------------------- |
| Чоловіки | 80      | 17                 | 56               | 7                    |
| Жінки    | 71      | 11                 | 34               | 26                   |
| Разом    | 151     | 28                 | 90               | 33                   |